# Aethopyga gouldiae
El suimanga de Gould (Aethopyga gouldiae) es una especie de ave paseriforme de la familia Nectariniidae propia de las montañas del sur de Asia.
Puede ser encontrada en los siguientes países: Bangladés, Bután, China, Hong Kong, India, Laos, Birmania, Nepal, Tailandia, y Vietnam. Su hábitat natural son los bosques húmedos de montaña tropicales o subtropicales.
Tienen un notable dimorfismo sexual, siendo los machos más coloridos que más hembras. 
Éstas suelen ser de un color más pardo para poder camuflarse cuando estén sobre el nido. 

## Subespecies
- Aethopyga gouldiae annamensis  Robinson & Kloss 1919
- Aethopyga gouldiae dabryii  (Verreaux,J) 1867
- Aethopyga gouldiae gouldiae  (Vigors) 1831
- Aethopyga gouldiae isolata  Baker,ECS 1925